# サンハウス食品
サンハウス食品株式会社（サンハウスしょくひん）は、愛知県江南市に本社を置くレトルト食品製造会社でハウス食品グループの一社。

## 概要
1970年（昭和45年）6月11日会社設立。ハウス食品グループ本社株式会社の連結子会社で、ハウス食品株式会社が販売する「ククレカレー」をはじめとするレトルトカレーや、「フルーチェ」などのレトルト食品の製造を行っている。また、ご当地カレーなどの受託生産（OEM）も行っている。

## 製造されている商品
レトルトカレー
- ククレカレー
- カレーマルシェ
- ジャワカレー
- 咖喱屋カレー
- ザ・ホテルカレー
- 業務用カレー　他多数

レトルトハヤシ
- 咖喱屋ハヤシ
- 完熟トマトのハヤシライスソース
- ザ・ホテルハヤシ
- 業務用ハヤシ　他多数

その他
- 麻婆豆腐の素
- パスタソース
- フルーチェ
- 業務用レトルト食材

## 事業所
- 本社・工場 - 愛知県江南市高屋町西里77番地